# Ardenna pacifica
La berta cuneata (Ardenna pacifica Gmelin, 1789) è un uccello marino della famiglia dei Procellariidi originario degli oceani Pacifico e Indiano.

## Descrizione

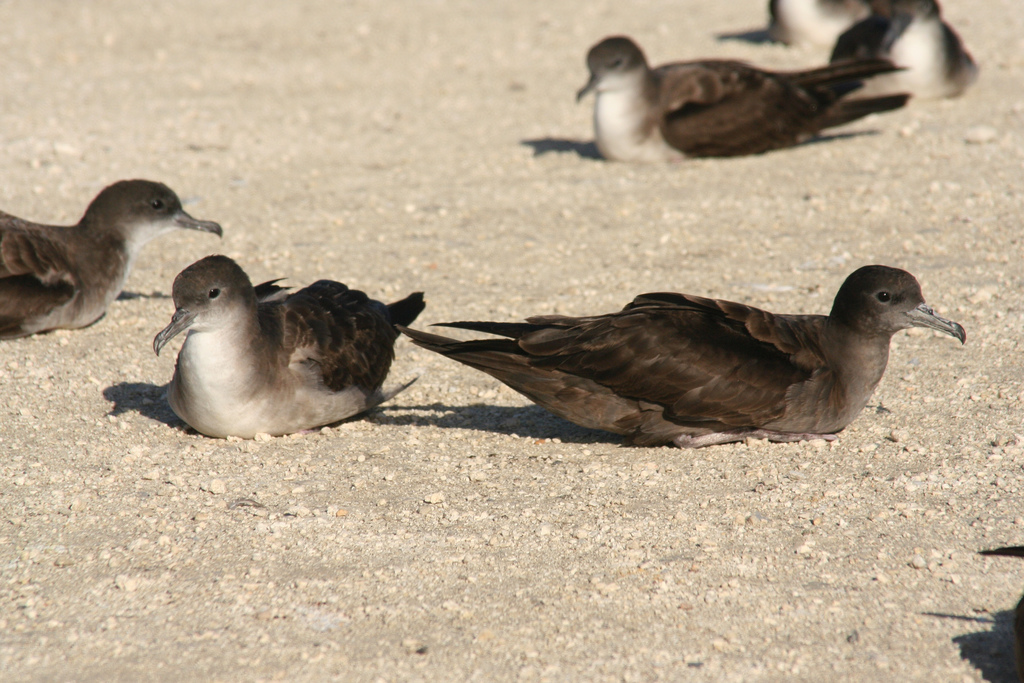
Esemplari di forma chiara e di forma scura fianco a fianco.

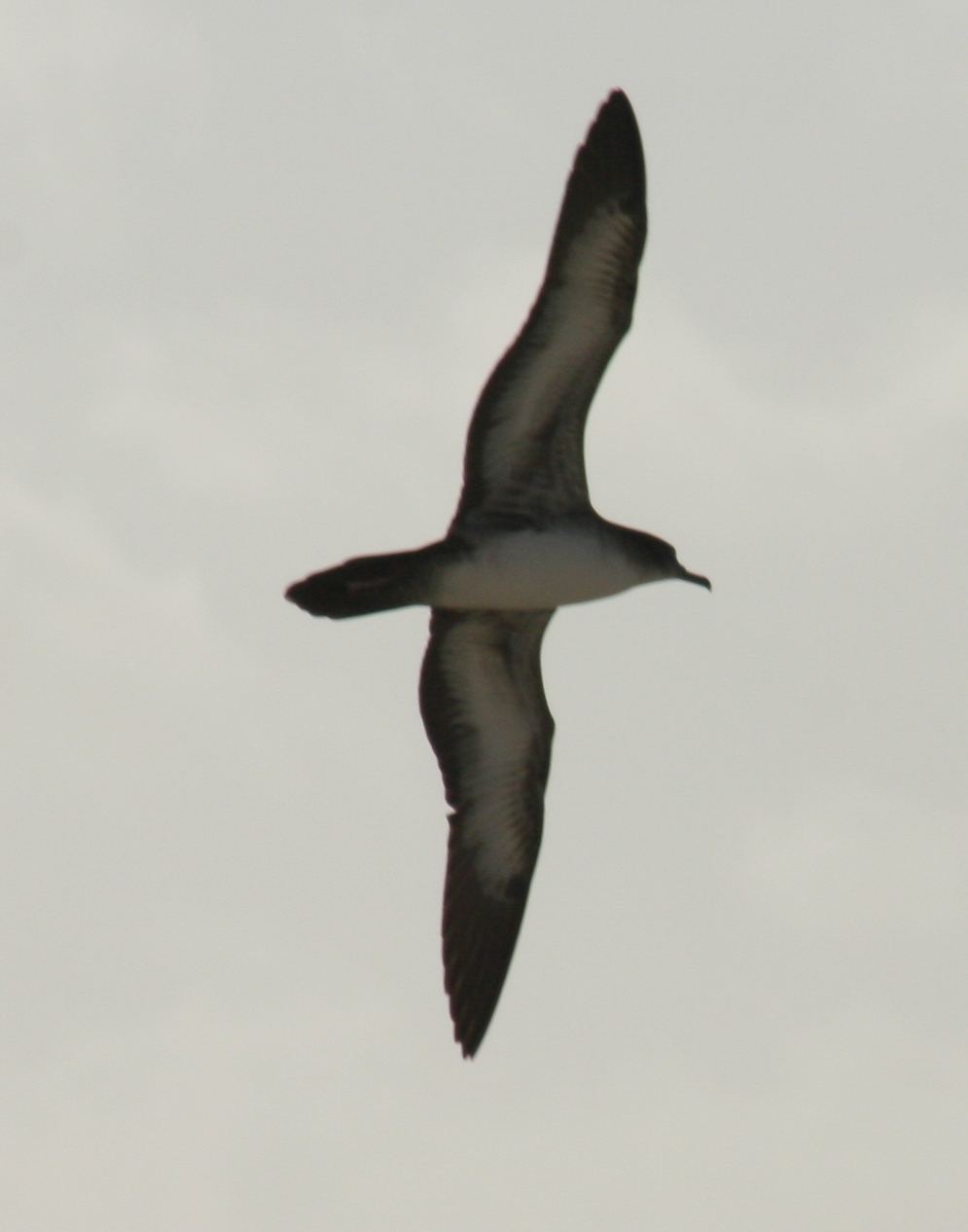

### Dimensioni
Misura 38–47 cm di lunghezza, per un peso di 300-570 g; l'apertura alare è di 97–109 cm.

### Aspetto
Questa berta di dimensioni medio-grandi si presenta con due forme cromatiche distinte. Tuttavia, la forma scura è di gran lunga quella più numerosa o addirittura prevalente in numerose regioni come nel Pacifico settentrionale, dove in Giappone costituisce quasi il 100% degli esemplari. Nelle isole Revillagigedo gli individui della forma scura sono il doppio di quelli della forma chiara. Nel Pacifico meridionale e nell'oceano Indiano gli esemplari scuri superano di gran lunga quelli chiari all'interno delle colonie. Esistono anche esemplari di forma intermedia. In entrambe le forme, comunque, sia chiara che scura, la coda termina sempre con una caratteristica punta squadrata.
Negli esemplari di forma scura il piumaggio è interamente fuligginoso, con una sfumatura più scura sulle primarie, le copritrici e la parte superiore della coda. Sulla parte superiore delle ali è presente un'evidente macchia a forma di «M». I margini chiari delle piume producono un effetto «squamoso», specialmente sulle scapolari. La parte inferiore della coda è di colore marrone scuro uniforme con una linea grigia più chiara al centro delle grandi copritrici. Le parti inferiori sono più chiare, in particolare il mento e la gola.
Negli individui di forma chiara il piumaggio è leggermente più chiaro, ma le parti superiori sono identiche. Le remiganti della parte inferiore delle ali formano un margine posteriore scuro. Le copritrici sono prevalentemente bianche o biancastre. L'articolazione carpale, più scura, è ornata da macchie e barre scure. I colori scuri della testa diventano più chiari a livello della gola e del mento. Il resto delle parti inferiori è marroncino, ad eccezione delle cosce, del basso ventre e del sottocoda.
L'iride è nerastra, il becco color carne. I sessi sono identici; i giovani sono simili agli adulti. Esistono alcune variazioni regionali: ad esempio, gli esemplari appartenenti alle popolazioni delle Kermadec sono più grandi, quelli dell'oceano Indiano più piccoli. Gli individui della forma nera vengono spesso scambiati per berte piedicarnicini o petrelli grigi.

### Voce
Le berte cuneate fanno udire raramente il loro richiamo quando sono in volo. Al contrario, sono molto rumorose una volta a terra o in prossimità delle loro gallerie, quando emettono un richiamo separato in due parti ben distinte che può essere trascritto come oooooo-err.

## Biologia

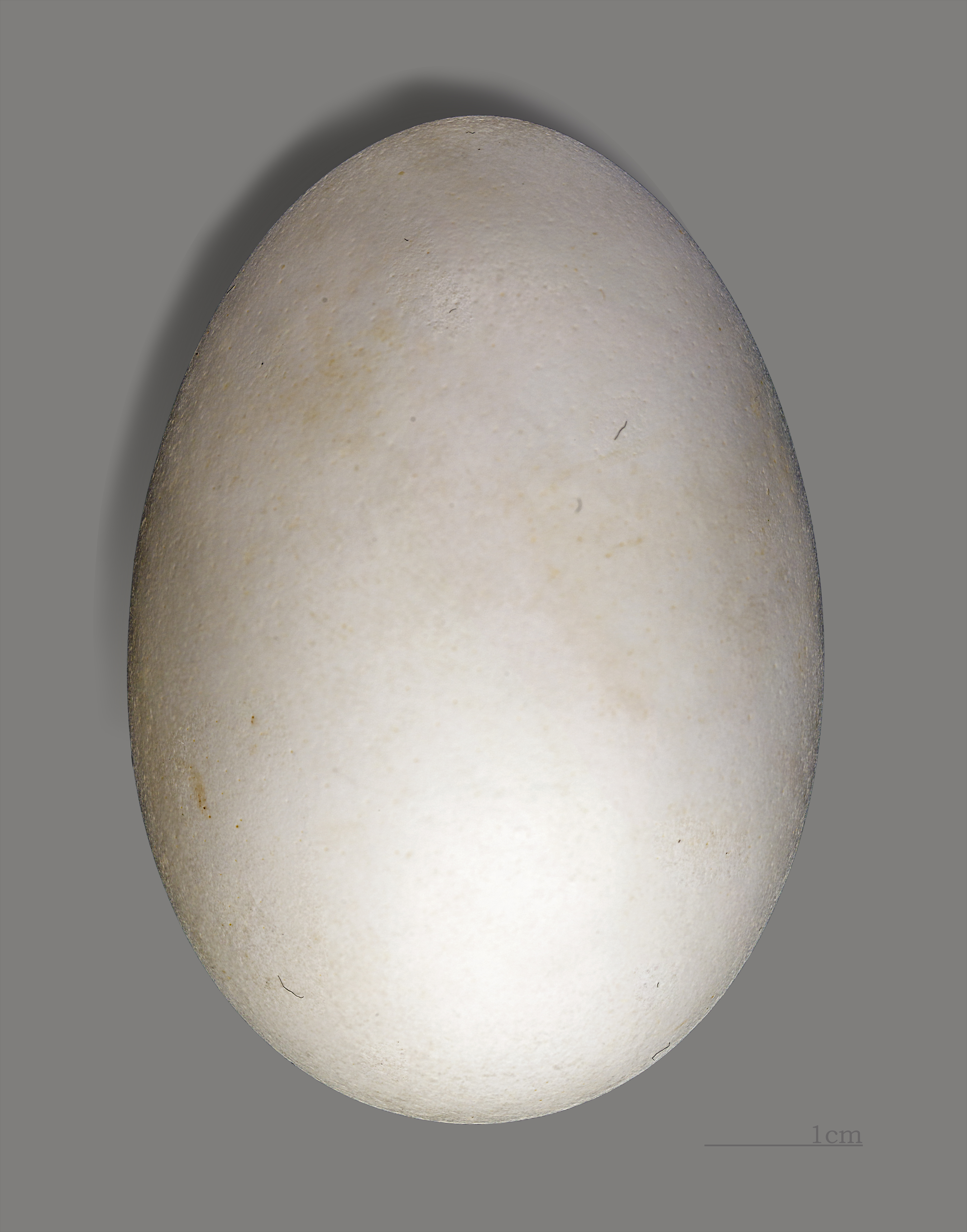
L'uovo (coll. MHNT).

Le berte cuneate localizzano le prede in volo e le catturano effettuando un semplice contatto con la superficie dell'acqua.
Gli exoceti o pesci volanti vengono catturati in aria. Alle Seychelles le berte sono in grado di immergersi fino a 66 metri di profondità. In Australia questi uccelli effettuano lunghe spedizioni per portare cibo alla loro prole. Le femmine si immergono meno in profondità rispetto ai maschi. Il volume di cibo ingerito varia principalmente in base alle condizioni fisiche e alla durata del viaggio. Gli individui in buone condizioni fisiche riportano prede di qualità migliore e in maggiore quantità. Gli uccelli ormai esausti sono meno efficienti e raccolgono un pasto di peso inferiore. I primi riportano un menu misto di pesci e calamari, i secondi solamente alcuni cefalopodi di qualità nutrizionale inferiore.

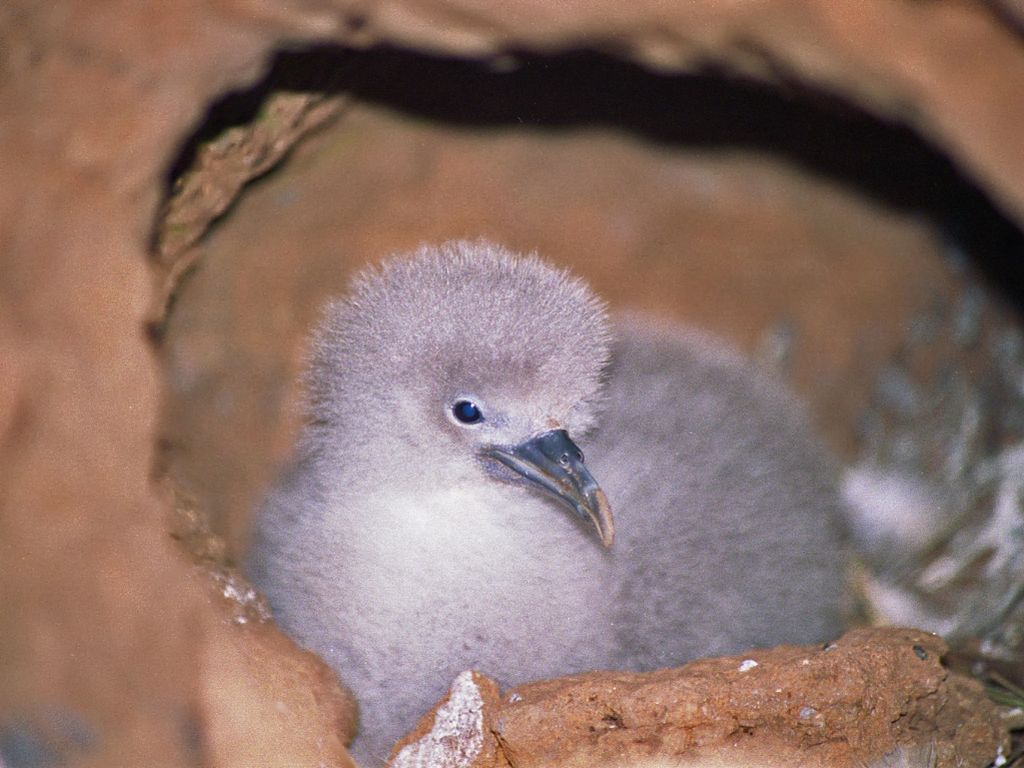
Pulcino di berta cuneata nella tana (Kilauea Point National Wildlife Refuge).

Intorno ai banchi di pesci, le berte cuneate si radunano assieme alle sterne fuligginose e alle sule piedirossi. Traggono beneficio dalla collaborazione con i delfini e con le tartarughe di mare, ma al contrario, in prossimità dell'arcipelago delle Hawaii, subiscono il cleptoparassitismo delle fregate (Fregata minor).

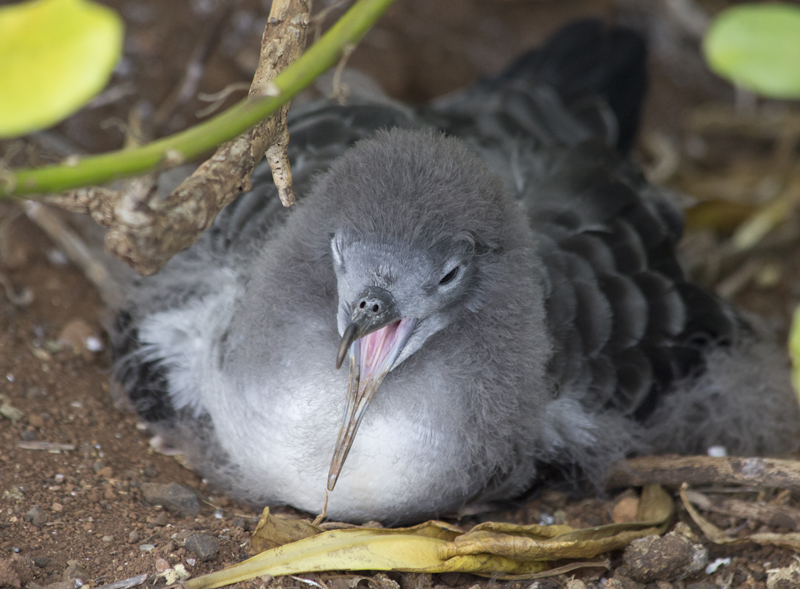
Giovane berta cuneata a Kilaeau (Kauai).

Nelle regioni tropicali le berte cuneate sono generalmente sedentarie. Al contrario, alle estremità settentrionali e meridionali del loro areale, questi uccelli mostrano una maggiore mobilità e tendono a migrare verso le acque più calde del Pacifico e dell'oceano Indiano.

### Alimentazione
Le berte cuneate consumano principalmente piccoli pesci (mullidi) e cefalopodi, ma anche piccole quantità di insetti e crostacei, che vengono catturati dopo un breve inseguimento a nuoto sulla superficie dell'acqua. Alle Hawaii, lo studio dei contenuti stomacali ha dimostrato che la dieta di questi animali è costituita per il 67% da pesci, per il 29% da cefalopodi e per l'1% da crostacei.

### Riproduzione
La stagione di nidificazione è molto variabile: essa ha luogo soprattutto durante l'estate locale alle estremità settentrionali e meridionali del suo areale, vale a dire dall'inizio di marzo a novembre nelle isole Hawaii e da agosto alla fine di maggio nel sud dell'Australia, con un periodo di esodo pre-nuziale di 2-4 settimane che precede la deposizione. In Australia si è riscontrato che i periodi di sincronizzazione tra le deposizioni nella parte settentrionale e meridionale del paese sono più frequenti rispetto al passato; ciò suggerisce che, almeno qui, la riproduzione tende a essere più prolungata.
Le berte formano le loro colonie soprattutto durante la notte, ma alcuni uccelli occupano i luoghi adibiti alla riproduzione nelle ultime ore del pomeriggio, molto prima che cali l'oscurità. Si associano ad altre specie di uccelli marini quali i noddy grigi e i noddy minori sull'isola di Montague, gli uccelli delle tempeste di Tristram, ai quali usurpano le gallerie, alle Hawaii, e i fetonti codabianca, ai quali uccidono i pulcini, alle Seychelles.
Le berte cuneate scavano da sole le proprie gallerie che misurano tra 10 e 235 cm di lunghezza, ma utilizzano anche le cavità tra le rocce e talvolta depongono le uova sul terreno in luoghi ombreggiati dalla vegetazione.
Il nido viene imbottito con ciuffi d'erba. L'unico uovo deposto, di colore bianco, misura 61 mm per 41 e pesa circa 60 grammi.
L'incubazione dura tra 48 e 63 giorni. I pulcini sono ricoperti da un piumino di colore variabile dal grigio-brunastro al grigio-camoscio chiaro. Essi vengono riscaldati per i primi 2-3 giorni di vita e alimentati ogni 1-7 giorni. Generalmente, comunque, la maggior parte delle spedizioni deputate alla ricerca di cibo termina nel giro di una giornata. I genitori riportano in media un pasto del peso di 20-72 g. L'involo ha luogo intorno ai 105 giorni, quando il giovane pesa tra 392 e 440 grammi. Tuttavia, esso raggiunge il suo peso massimo, tra 500 e 575 grammi, quando ha 77 giorni.
Alle isole Hawaii i maggiori razziatori di nidi delle berte cuneate sono le maine comuni, mentre i ralli bandecamoscio sono formidabili saccheggiatori di uova delle colonie australiane. Il successo della riproduzione è variabile: esso è di appena il 50% a Muttonbird Island e del 61% a Heron Island, mentre raggiunge il 90% e più nelle gallerie artificiali delle Hawaii. Nelle annate in cui si presenta il fenomeno del Niño il successo delle nidificazioni è basso e alcune coppie addirittura rinunciano a nidificare. Questo fenomeno meteorologico ha un effetto catastrofico sulle gallerie-nido e le risorse alimentari, e nelle annate in cui si presenta il successo riproduttivo non supera mai il 50%. Le forti precipitazioni durante la riproduzione hanno conseguenze molto dannose, in quanto la maggior parte delle tane viene allagata, causando la perdita delle nidiate.
Quando le risorse alimentari sono insufficienti, si può assistere a casi di infanticidio. La maggior parte delle gallerie-nido sono strutture deboli che crollano nel giro di un anno e pertanto prima della nidificazione il 75% di esse deve essere riparato. Le tane che vengono scavate tra le radici di un albero sono più resistenti e possono sopportare diversi anni di utilizzo. La maturità sessuale viene raggiunta a 4 anni e la durata massima della vita è di 29 anni; nel corso della sua esistenza, pertanto, una femmina è in grado di produrre al massimo 25 pulcini.

## Distribuzione e habitat
Le berte cuneate sono uccelli marini o pelagici che si avvicinano raramente alle coste, fatta eccezione per quando si radunano in colonie.
Nell'Australia orientale, tuttavia, frequentano anche le acque interne.
Questi uccelli della famiglia dei Procellariidi nidificano principalmente sulle isole sabbiose al largo della costa, sugli atolli dalla superficie pianeggiante e sui versanti, i ripiani e la sommità delle falesie. Si riproducono anche in zone boschive e nelle praterie.

## Tassonomia
Ne vengono riconosciute due sottospecie:
- A. p. pacifica (J. F. Gmelin, 1789), che nidifica a Norfolk, nelle isole Kermadec, nelle Figi e a Tonga e trascorre il resto dell'anno nell'oceano Pacifico sud-orientale, dalle coste occidentali dell'Australia alle coste del Messico;
- A. p. chlororhyncha (Lesson, 1831), diffusa nelle acque tropicali e subtropicali dell'oceano Indiano e del Pacifico. Nell'oceano Indiano si riproduce dal Madagascar all'Australia Occidentale e nel Pacifico dal Giappone fino all'Australia nord-orientale e orientale, all'isola di Lord Howe e alla Nuova Caledonia a sud e alle isole Revillagigedo (al largo del Messico), Marchesi e Pitcairn a est.

## Conservazione
Le berte cuneate non sono minacciate a livello globale. Secondo Handbook of the Birds of the World sono addirittura numerose e diffuse, con una popolazione nidificante che supera il milione di individui e potrebbe raggiungere addirittura i 5.200.000 esemplari, di cui 1.300.000 nell'arcipelago delle Hawaii. Solo a Laysan vi sono 100.000 coppie. Nel resto del Pacifico ci sono più di 2 milioni di coppie. In Australia ci sono almeno 560.000 coppie.